# Pargny-la-Dhuys
Pargny-la-Dhuys är en kommun i departementet Aisne i regionen Hauts-de-France i norra Frankrike. Kommunen ligger  i kantonen Condé-en-Brie som ligger i arrondissementet Château-Thierry. År 2022 hade Pargny-la-Dhuys 172 invånare.

## Befolkningsutveckling
Antalet invånare i kommunen Pargny-la-Dhuys
Referens: INSEE